# Собинбанк
Акционерный банк «Содействие общественным инициативам» (Собинбанк) — бывший российский универсальный коммерческий банк, существовавший в 1990—2020 годах. Присоединён к Генбанку. Головной офис располагался в Москве.

## История

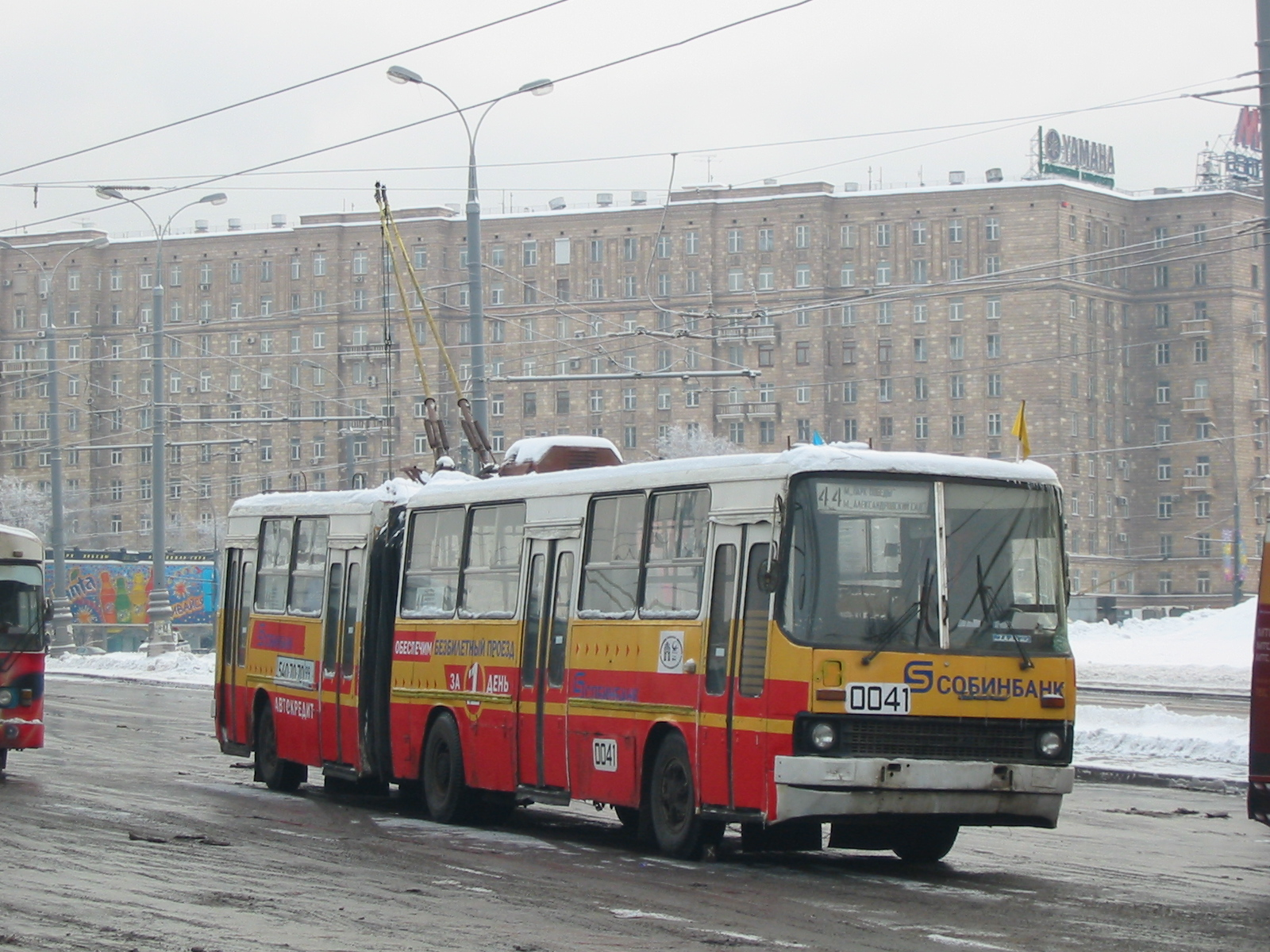
Реклама автокредитов Собинбанка на московском троллейбусе (2004)

«Собинбанк» создан в конце 1990 года в форме товарищества с ограниченной ответственностью. В марте 1998 года преобразован в открытое акционерное общество. В числе акционеров банка в разное время фигурировали АК «Алроса», «Ракетно-космическая корпорация „Энергия“ им. С. П. Королёва» и НК «Лукойл», ОАО «Манежная площадь», Национальный Резервный Банк, АБ «Империал», АКБ «Еврофинанс», АКБ «СБС-Агро», АК «Вилюйгэсстрой», ЗАО «Русагро» (Углич).
В октябре 2008 года «Собинбанк» вошёл в группу компаний «Газпром»: 100 % акционером банка стал «Газэнергопромбанк», а в 2010—100 % акций приобрёл АКБ Банк «Россия».
10 августа 2017 года стал санатором «Генбанка», являвшегося вторым крупнейшим банком на Крымском полуострове.
28 октября 2020 года «Собинбанк» был присоединен к «Генбанку» и прекратил деятельность в качестве самостоятельного юридического лица.

## Собственники и руководство
15 октября 2008 года «Газэнергопромбанк» приобрёл 100 % акций «Собинбанка». Договорённость о совершении сделки достигнута при непосредственном участии и поддержке Банка России. С августа 2010 года владельцем «Собинбанка» стал Объединённый банк «Россия».
Председателем является Собин Артём Григорьевич, председателем правления — Минаев Олег Александрович.

## Деятельность
По данным, проведённый Генеральной прокуратурой компьютерный анализ заключённых сделок показал, что банк участвовал в спекуляциях на рынке ГКО (что стало одной из причин дефолта 1998г).
Клиентами «Собинбанка» являются 200 крупных компаний, более 25 тысяч представителей малого и среднего бизнеса, 940 тысяч розничных клиентов. Портфель автокредитов на 1 июля 2008 года — 7,7 млрд рублей. Портфель ипотечных кредитов на 1 июля 2008 — 10,5 млрд рублей.
Moody’s Investors Service повысило прогноз долгосрочных рейтингов депозитов «Собинбанка» в национальной и иностранной валютах на уровне «В3» со «стабильный» на «позитивный»[когда?]. В качестве важного компонента агентство оценило возможности и предпосылки дальнейшего развития «Собинбанка», связанные с поддержкой «Газэнергопромбанка», в том числе оказание помощи в привлечении необходимых средств и стремление материнской компании включить Собинбанк в стратегию развития бизнеса новой банковской группы. Агентство RusRating сохраняет кредитный рейтинг «Собинбанка» на уровне «BB-» с прогнозом «стабильный».

### Территориальная сеть
«Собинбанк» представлен во всех федеральных округах Российской Федерации, один филиал банка расположен в Казахстане (Байконур), действует представительство банка на Украине (Киев). Общее количество городов присутствия — свыше 30, в том числе Москва. Сеть обслуживания состоит из 24 филиалов и 81 обособленного подразделения.

### Дочерние компании
До середины 2010 года «Собинбанку» принадлежало 49 % акций банка «Финсервис». Весной 2009 года «Собинбанк» продал принадлежавшие ему 100 % акций ООО «Русский Ипотечный Банк».

## Санкции
21 марта 2014 года «Собинбанк» попал под санкции из-за событий на Украине — эмитированные банком пластиковые карты Visa и MasterCard перестали обслуживаться во всем мире. 28 апреля 2014 года «Собинбанк» сам попал под новые санкции США. Несмотря на заявления руководства банка, что санкции не отразятся на его работе, 15 июля 2014 года стало известно, что «Собинбанк» закрывает все московские и несколько региональных подразделений (в Архангельске, Калининграде, Королёве, Перми и др.) именно из-за санкций.